# Аеропорт Саутенд (станція)
51°34′07″ пн. ш. 0°42′19″ сх. д. / 51.5687° пн. ш. 0.7052° сх. д.
Аеропорт Саутенд — лінійна залізнична станція розташована на залізниці Шенфілд—Саутенд у Східній Англії, обслуговує аеропорт Лондон-Саутенд, село Саттон і північні райони Саутенд-он-Сі. Розташована за 63,65 км по залізниці від станції Ліверпуль-стріт, між станціями Рочфорд та Притлвул. Станція є під орудою Stobart Rail (Stobart Aviation експлуатує аеропорт), але потяги, що обслуговують її,  є під орудою Abellio Greater Anglia

## Послуги
Типове обслуговування понеділка-субота:
- 2 потяги на годину до станції Ліверпуль-стріт, із зупинками на всіх станціях до Шенфілда, і далі Стратфорда та Ліверпуль-стріт.
- 1 потяг на годину до станції Ліверпуль-стріт, із зупинками на всіх станціях до Шенфілда, а потім Ромфорд , Стратфорд та Ліверпуль-стріт.
- 3 потяги на годину до Саутенд-Вікторія, що заходить у Притлвул та Саусенд-Вікторія.